# パンクフォーク
『パンクフォーク』は、岡平健治の1枚目のアルバムである。
初回限定盤には特典としてDVDとCDが2枚組になっている。
DVDには1stシングルの告白のPV映像と2007年11月21日に東京品川ステラボールで行われたライブの映像とCDに収録されている曲のスタジオライブ映像、岡平と彼の本人によるセッション映像（特典映像）が収録されている。

## 収録曲
1. 出航
ツアー中に書いたとされる曲。本人曰く遊び半分で作ったらしい。
2. PunkFolk〜夢のつづきを〜
3. 告白
1stシングル。
4. 永遠
19時代に未発表曲として知られていた「桜」という曲がベース。スタッフのアドバイスで久しぶりにストリングスが使用されている。
5. Scramble Crossroad〜透明人間〜
アコースティックギターのみによる演奏。
6. 二子玉アイランド
ねこ玉といぬ玉で二子玉である。普通に歌うとかわいくなってしまい恥ずかしいので激しく歌っていると雑誌で紹介されていた
7. 元気になってほしんよね
23歳の時に書いたとされる曲。
8. 終灯
高円寺にある家賃18000円のアパートに住んでいたころに出来た曲。
9. 大阪梅田 [Studio Live]
19時代の未発表曲。少し歌詞が書き加えられている。
10. 続 以心伝心 [Studio Live]
19時代の「以心伝心」をベースに原曲が作られた当時から10年たった今の自分を視点に書いた続編となる曲。
11. 戦争と平和
3B LAB.☆Sの楽曲「戦争と平和」のソロアレンジ版。
12. 残暑見舞〜手紙の中で〜
18歳のころ岡平が付き合っていた彼女に書いたとされる歌。
13. 歌
2005年ごろに書いた曲。フロントマンをやめようと思っていたが音楽をいつまでも続けていこうというメッセージが込められている。
14. 島人メンタルジャーニー
インスト楽曲。瀬戸内海を意識して作られた。一発録りと言われている。